# Râul Măslina
Râul Măslina este un curs de apă, afluent al râului Cochirleanca. 